# Unima
Zakłady Maszyn i Urządzeń Technologicznych Unitra-Unima – grupa zakładów przemysłu elektronicznego z siedzibą zarządu w Warszawie, rozmieszczonych w różnych częściach kraju: Koszalinie, Olsztynie, Szczytnie i Warszawie.
Zakłady te zajmowały się produkcją urządzeń znajdujących zastosowanie w laboratoriach, w medycynie, przy produkcji urządzeń elektronicznych, w branży mechanicznej, produkcji chemicznej, poligrafii, optyce i jubilerstwie.
Przykładowe produkty Unimy to zasilacze laboratoryjne, myjki ultradźwiękowe, a także gotowe linie technologiczne.
W latach 70. zakłady Unima należały do Zjednoczenia Przemysłu Elektronicznego UNITRA, później do Zjednoczenia POLAM.

## Galeria

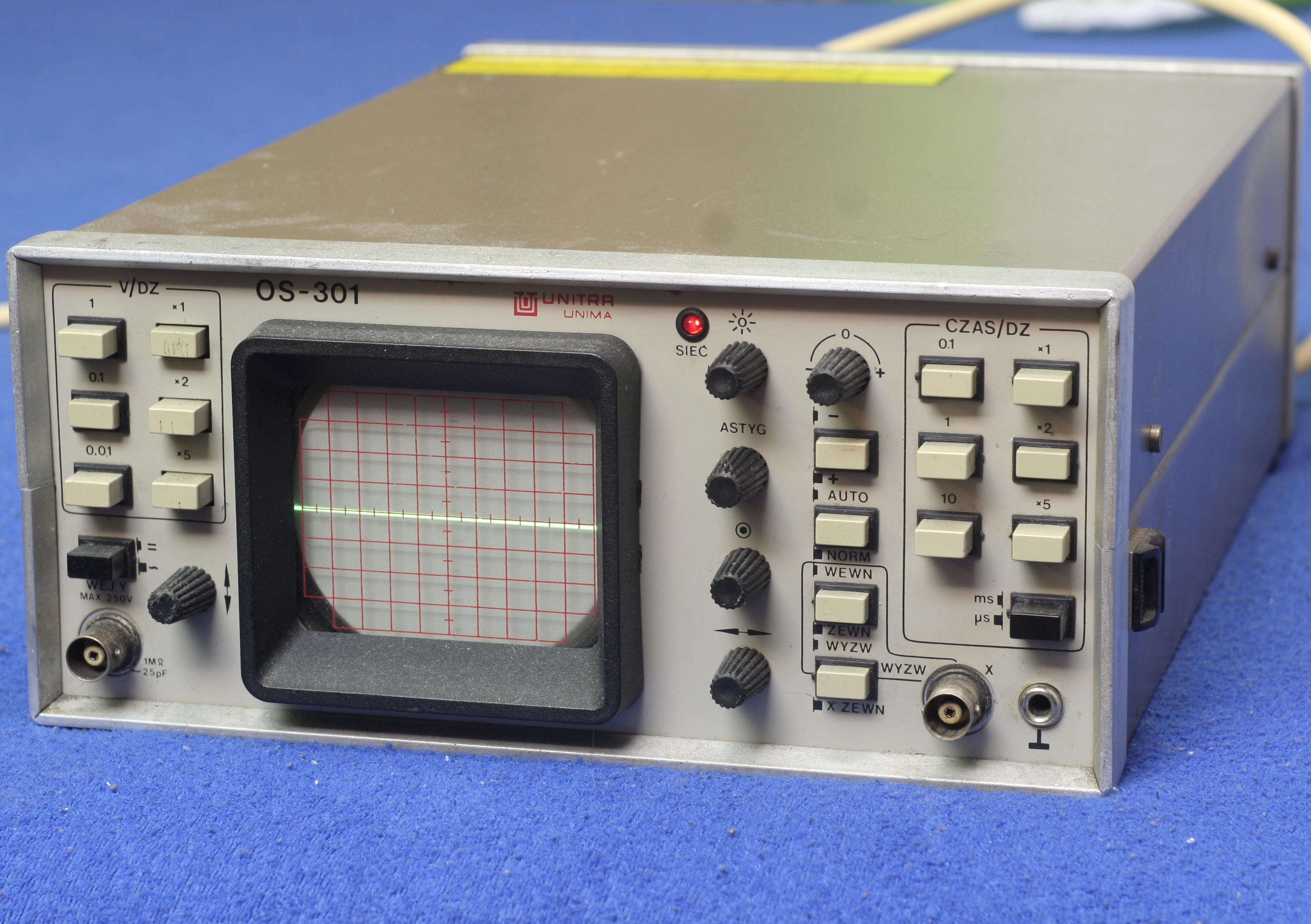
Oscyloskop OS-301 produkcji Unitra Unima